# كلا (قهاب رستاق)
کلا (بالفارسية: کلا) هي مستوطنة تقع في إيران في قسم قهاب رستاق الريفي. يقدر عدد سكانها بـ 127 نسمة .